# جایزه انحصاری دی‌وی‌دی
جایزهٔ انحصاری دی‌وی‌دی (به انگلیسی: DVD Exclusive Awards) جایزه‌ای است که به محصولات ویدئویی اهدا می‌شود. این جایزه برای اولین بار در سال ۲۰۰۱ و از طرف نشریات ویدئویی آن‌لاین و گروه‌های تفریحات دیجیتال اهدا شد.